# Karl Scheurlen (Jurist)
Karl Scheurlen (* 7. Dezember 1888 in Ravensburg; † 2. Januar 1945) war ein deutscher Jurist, Richter und Reichsgerichtsrat.

## Leben
Scheurlen studierte von 1907 bis 1911 Rechtswissenschaften in Tübingen, Leipzig und Berlin. Er war Mitglied der Verbindung Normannia Tübingen. Er bestand die juristischen Staatsexamen 1912 und 1919 mit „Auszeichnung“. Im Ersten Weltkrieg diente er als Oberleutnant der Reserve. April 1919 wurde zum Gerichtsassessor ernannt. Juli 1921 wurde er Hilfsarbeiter im württembergischen Justizministerium. Ein Jahr später wurde er Staatsanwalt zunächst am Landgericht Stuttgart dann Heilbronn. Anfang 1925 wurde er Hilfsarbeiter bei der Reichsanwaltschaft. September 1928 kam er als Regierungsrat wieder an das württembergische Justizministerium. Neujahr 1929 kam er als Hilfsarbeiter in das Reichsjustizministerium. Ende 1929 wurde er zum Oberregierungsrat befördert. Oktober 1930 wurde er wieder Hilfsarbeiter bei der Reichsanwaltschaft. Am 29. April 1933 ernannte man ihn zum Oberlandesgerichtsrat und er kam am 11. Mai als Hilfskraft an das Reichsgericht. Am 1. April 1935 wurde er Reichsgerichtsrat. Er war im III. und IV. Strafsenat tätig.
1936 war er Oberleutnant bei der Wehrmacht. 1939 erfolgte die Beförderung zum Hauptmann und 1942 zum Major.

## Parteizugehörigkeit
- 1919–1924 Mitglied der DNVP

## Ehrungen
- 1938 Silbernes Treudienst-Ehrenzeichen

## Quelle
- Friedrich Karl Kaul, Geschichte des Reichsgerichts, Band IV (1933–1945), Ost-Berlin 1971, S. 289.